# American Sexy Phone
Cet article concerne le film sorti en 2012. Pour le film sorti en 1975, voir Le Téléphone rose (film, 1975).
Pour plus de détails, voir Fiche technique et Distribution.
American Sexy Phone ou Le Téléphone rose au Québec (For a Good Time, Call…) est un film américain réalisé par Jamie Travis, sorti en 2012. Le scénario est écrit par Lauren Miller, également actrice principale et productrice, et Katie Anne Naylon.

## Synopsis
Alors que son petit ami, qui doit se rendre en Europe, a décidé de faire une pause dans leur relation, Lauren Powell, jeune femme psycho-rigide et coincée, à la recherche d'un logement, obtient grâce à son vieil ami, Jesse, une colocation dans un appartement situé sur Gramercy Park, mais découvre que sa colocataire n'est autre qu'une connaissance : Katie Steele, séduisante femme délurée ayant des problèmes à payer le loyer de l'appartement de sa défunte grand-mère. En effet, il y a dix ans, durant leurs années d'université, Lauren a dû reconduire Kate, fortement alcoolisée au cours d'une fête, chez elle en voiture, mais cette rencontre ne s'est pas déroulé comme prévu, puisque Katie, ayant uriné dans un gobelet vide, a renversé accidentellement le liquide sur Lauren, qui l'oblige à quitter le véhicule. Malgré le dédain que la première a pour la seconde, elles se retrouvent, à contrecœur, contraintes d'emménager ensemble, car elles n'ont pas d'autres options.
Une nuit, Lauren entend des cris étranges dans la chambre de Katie. Croyant qu'elle subit une attaque, elle ouvre la porte pour découvrir Katie disant des choses sexuellement explicites au téléphone. Elle lui explique qu'elle gagne sa vie grâce au service de téléphone érotique. Bien que dégoûtée, Lauren fait des suggestions à Katie sur la façon de faire plus d'argent. Quelques semaines plus tard, Lauren, ayant perdu son emploi dans une maison d'édition lorsque son patron décide de prendre sa retraite, décide de s'associer avec sa colocataire afin de créer une société de téléphone rose qui devient très lucrative, puis devient seconde opératrice aux côtés de Katie, avec qui elle commence à devenir amie...

## Fiche technique
- Titre original : For a Good Time, Call…
- Titre français : American Sexy Phone
- Titre québécois : Le Téléphone rose[1]
- Réalisation : Jamie Travis
- Scénario : Lauren Miller[N 1] et Katie Anne Naylon
- Direction artistique : Lucky Cardwell et Sean Preston
- Décors : Sue Tebbutt
  - Décors de plateau : Sarah Sprawls
- Costumes : Maya Lieberman
- Photographie : James Laxton
- Montage : Evan Henke
- Musique : John Swihart (en)
- Casting : Angela Demo et Barbara McCarthy
- Production : Josh Kesselman, Lauren Miller, Katie Anne Naylon et Jen Weinbaum
  - Coproduction : Ursula Camack et Jenny Hinkey
  - Production exécutive : Ari Graynor, Daniel M. Miller, Jack et Joseph Nasser
  - Production associé : Sam Childs
- Société de production : AdScott Pictures
- Société de distribution : Focus Features (États-Unis), Alliance Films (Canada), Universal Pictures (France)
- Budget : 1 300 000 $US[2]
- Lieux de tournage[3] : Los Angeles, en Californie et New York dans l'État de New York
- Pays d'origine :  États-Unis
- Langue originale : anglais
- Format : couleur - 35 mm anamorphosé et cinéma numérique - 2,35:1 - son Dolby Digital, Datasat
- Genre : Comédie
- Durée : 85 minutes[4]
- Dates de sortie :
  -  États-Unis : 31 août 2012 (sortie limitée)[5]
  -  Royaume-Uni,  Irlande : 2 novembre 2012[5]
  -  France : 4 juin 2013 (directement en DVD[6])
- Public : R (Restricted) aux États-Unis[N 2] ; 16+ au Québec[7],[N 3] ; 18+ au Royaume-Uni[N 4]

## Distribution

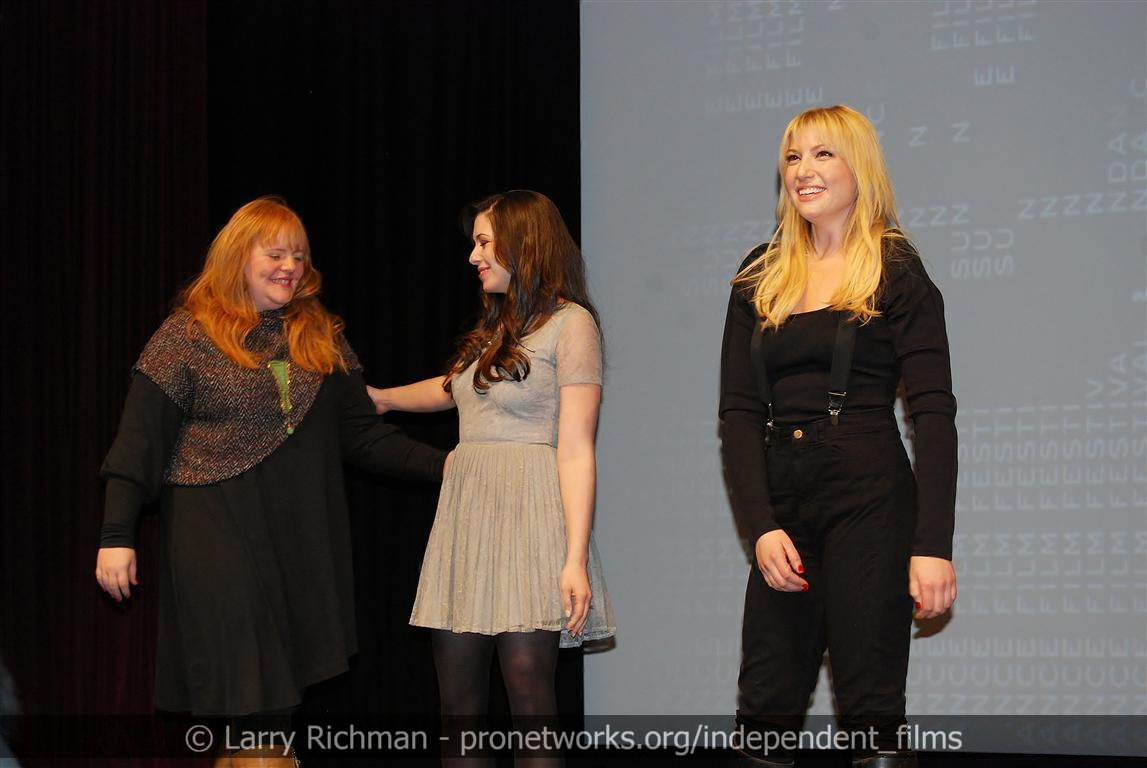
Lauren Miller et Ari Graynor à la première mondiale du film, en janvier 2012.

- Ari Graynor (V. F. : Olivia Luccioni ; V. Q. : Véronique Marchand) : Katie Steele
- Lauren Miller[N 1] (V. F. : Victoria Grosbois ; V. Q. : Catherine Bonneau) : Lauren Powell
- Justin Long (V. F. : Taric Mehani ; V. Q. : Hugolin Chevrette-Landesque) : Jesse
- Sugar Lyn Beard (V. Q. : Claudia-Laurie Corbeil) : Krissy
- Mimi Rogers (V. F. : Pauline Larrieu ; V. Q. : Chantal Baril) : Adele Powell
- Don McManus (V.F. : Nicolas Marié ; V. Q. : Sébastien Dhavernas) : Scott Powell
- Nia Vardalos (V. F. : Céline Monsarrat) : Rachel Rodman
- Mark Webber (V. F. : Alexandre Gillet ; V. Q. : Sébastien Reding) : Sean
- James Wolk (V. F. : Fabrice Josso ; V. Q. : Philippe Martin) : Charlie
- Lawrence Mandley (V. F. : Michel Voletti) : Henry
- Seth Rogen (V. F. : Xavier Fagnon) : capitaine Jerry
- Kevin Smith : le chauffeur de taxi
- Ken Marino : Harold
- Martha MacIsaac : la détenue

Sources et légendes : Version française (V. F.) sur RS Doublage et sur le DVD zone 2 ; Version québécoise (V. Q.) sur Doublage.qc.ca

## Box-office
Distribué en salles aux États-Unis dans une combinaison minimale de 23 salles, American Sexy Phone démarre à la 39e position du box-office avec 143,935 $ de recettes pour son premier week-end d'exploitation, pour une moyenne de 6,258 $ par salles. En première semaine, le long-métrage totalise 234,019 $ de recettes, pour une moyenne de 10,175 $ par salles, tout en occupant la 37e place du box-office. La semaine suivante, le film obtient 33 salles supplémentaires (portant le total à 56 salles) avec 311,013 $ de recettes en seconde semaine, pour un cumul de 545,032 $, et une 32e place des meilleures recettes sur le territoire américain, dont 215,985 $, pour un cumul de 450,004 $, en second week-end. De plus, durant cette période, le film connaît une hausse de ses recettes avec 32,9 % d'augmentation en semaine, dont 50,1 % en week-end.
En troisième semaine, American Sexy Phone obtient une combinaison maximale de 107 salles, soit 51 salles de plus par rapport à la semaine précédente et obtient 392,042 $, pour une hausse de 26,1 % de ses bénéfices, pour un cumul de 937,074 $.
Toutefois, le long-métrage commence à voir une baisse de salles et de recettes durant les semaines suivantes en salles, atteignant le million de $ de recettes en quatrième semaine, pour finir avec un total de 1 251 749 $ de recettes après six semaines à l'affiche.
Uniquement distribué en salles au Royaume-Uni et en Irlande, les recettes internationales atteignent 138,268 $, portant le total du box-office mondial à 1 390 017 $.

## Production
Les deux scénaristes, Lauren Miller et Katie Anne Naylon se sont rencontrés au college à l'Université d'État de Floride, lorsque Naylon, participant à un programme d'écriture, révèle à Miller, qui fait une école de cinema, qu'elle travaille comme opératrice d'un service de téléphone érotique,. Miller se souvient de la nuit où Naylon est venue dans sa chambre avec des tracts roses et lui a raconté toute l'histoire. Pour l'écriture du film, elle se basent sur cette idée, tout en voulant raconter « une histoire sur l'amitié féminine ». Après plusieurs années de travail et les rejets des studios, elles décident de faire le film de façon indépendant.
Le rôle de Lauren Powell est incarné par Miller, qui selon elle, est « vaguement basé sur elle». Bien qu'elle a rêvé de l'incarner, mais que quand elles allaient faire le film avec un grand studio, il n'y avait pas de version dans laquelle elle est approchée pour le rôle, et c'est la raison que le long-métrage s'est fait indépendamment d'un grand studio.
Le tournage s'est déroulé sur une durée de seize jours à New York,. D'autres scènes furent tournées en Californie.

## Accueil

### Réception critique
Dans les pays anglophones, American Sexy Phone a rencontré un accueil critique mitigé : le site Rotten Tomatoes lui attribue 55 % d'avis favorables, basé sur 105 commentaires collectés et une note moyenne de 5.4⁄10, tandis que le site Metacritic lui attribue un score de 55⁄100, basé sur 30 commentaires collectés.